# Johann Lukas von Hildebrandt
Johann Lukas von Hildebrandt (Génova, 14 de noviembre de 1668 - Viena, 16 de noviembre de 1745) fue un arquitecto austriaco.

## Biografía
Hildebrandt nació en Génova (Italia) en 1668. Su madre era italiana y su padre, alemán. Estudió bajo la tutela de Carlo Fontana en Roma y posteriormente estudió ingeniería militar y civil bajo la tutela del Príncipe Eugenio de Saboya. También estudió ingeniería militar en Piamonte. Hildebrandt llegaría a ser uno de los arquitectos favoritos del Príncipe Eugenio.
En 1696, Hildebrandt se estableció permanentemente en Viena, en donde trabajó para familias nobles como los Daun, los Harrach, los Schönborn, los Starhemberg y para el Príncipe Eugenio.
En 1700, Hildebrandt fue nombrado ingeniero de la corte del Palacio Imperial de Hofburg y en 1723 obtuvo el puesto de arquitecto de la corte. Sin embargo, en el Hofburg tenía que competir con Johann Bernhard y Joseph Emanuel Fischer von Erlach, por lo que trabajó principalmente para aristócratas. A diferencia de los trabajos monumentales de los Fischer von Erlach, las obras de Hildebrandt fueron de menor escala e incluyeron más elementos decorativos. Asimismo, combinaba los estilos italiano y francés y contribuyó a desarrollar el estilo barroco en el sur de Alemania y Austria.

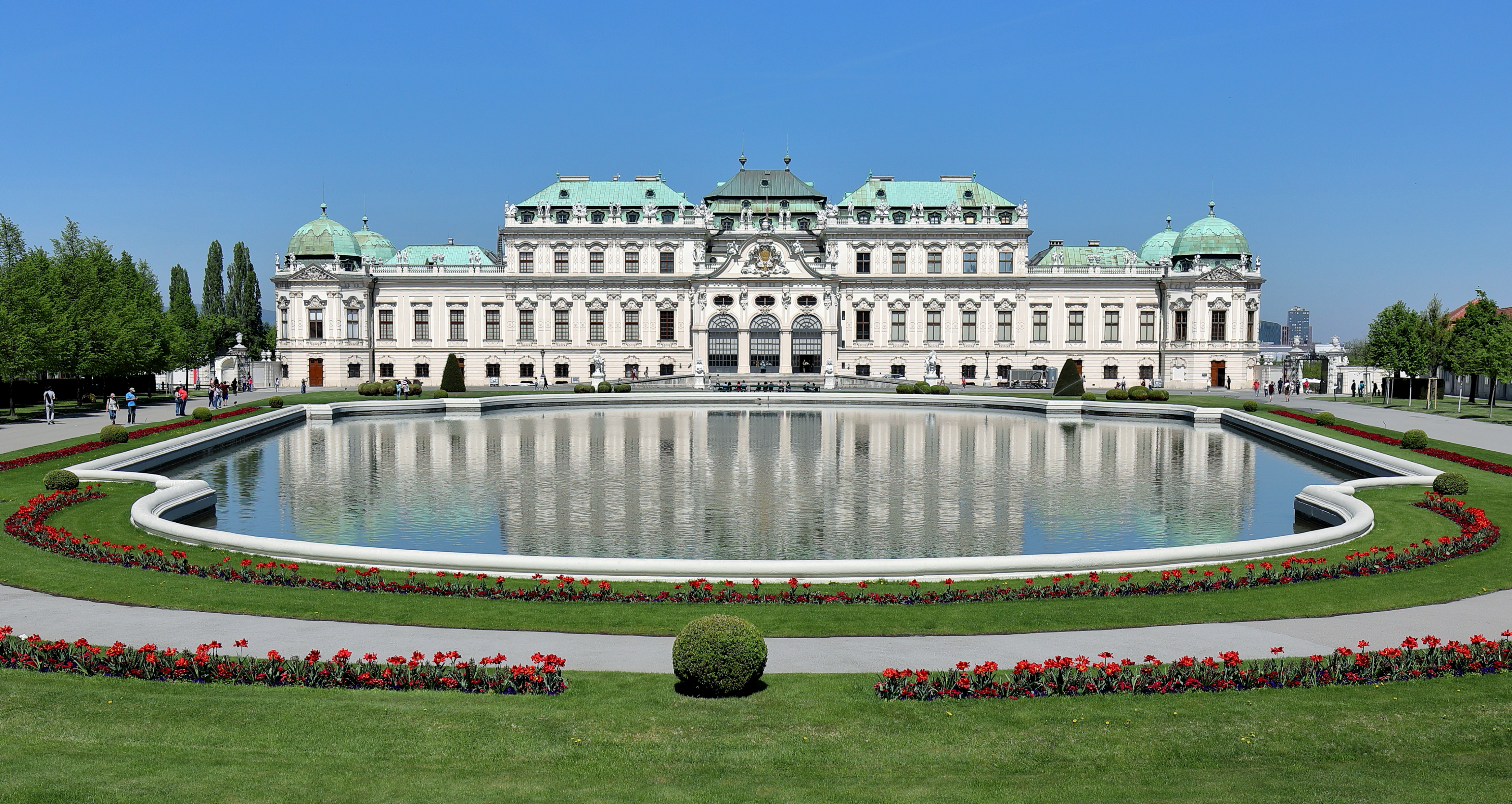
El Belvedere de arriba, uno de los palacios más conocidos de Austria.

Hildebrandt también participó en proyectos que eran desarrollados por otros arquitectos, tales como la Abadía de Göttweig, el Palacio de Weissenstein y el Palacio Schwarzenberg.
Entre 1713 y 1716, trabajó para la poderosa familia Kinsky, construyendo su residencia en Viena, el palacio Kinsky. A partir de 1723, se convirtió en el inspector general de los edificios imperiales. Sus obras más conocidas son los Palacios Belvedere: El Belvedere de arriba (1721-1722) y el Belvedere de abajo (1714-1716), ambos encargados por el Príncipe Eugenio.
Hildebrandt construyó numerosos palacios en Viena. Asimismo, diseñó edificios religiosos de gran importancia, tales como la Peterskirche y la Maria Treu Piaristenkirche, ambas en Viena.

## Obras destacadas
- 1695-1698: Stadtpalais des Prinzen Eugen (hoy sede del ministerio de Finanzas), Viena, Austria;
- 1697-1723: Palacio Schwarzenberg, Viena  (originalmente Mansfeldský, iniciado en 1697, terminado en 1720-1723 por J. B. Fischer de Erlach);
- 1699-1702: Basílica de San Lorenzo y Santa Zdislava Gabel, República Checa;
- 1699-1716: Iglesia Piarista de Maria Treu, Viena;
- 1702-1722: Castillo de Saboya, Ráckeve, Hungría;
- 1702-1733: Iglesia de San Pedro, Viena;
- 1705: Castillo Nebilau, nur Pläne;
- 1705-1706: Palacio Starhemberg-Schönburg, Viena;
- 1708: Herrschaftlicher Gutshof für Graf von Mercy, Bruck an der Leitha;
- 1704-1709:  supervisión de la construcción de la iglesia del monasterio capuchino y especialmente de la capilla de Loreto, Rumburk, República Checa;
- 1706-1710: Palacio Auersperg, Viena, mit Hilfe von Johann Bernhard Fischer von Erlach erbaut;
- 1708-1711: Castillo Prugg, Bruck an der Leitha;
- 1710: Schloss Laxenburg (Blauer Hof), Niederösterreich;
- 1710-1720: Cripta Imperial de Viena;
- 1713-1716: palacio Kinsky (Daun-Kinských), Viena;
- 1714-1716: residencia de verano de Eugenio de Saboya  en Viena: Palacio Belvedere Inferior (Dolní Belveder), Viena;

- 1714-1717: Iglesia parroquial de Pottendorf;
- 1712-1717: Palacio Schönborn, Göllersdorf, Austria;
- 1717-1719: Geheime Hofkanzlei (Bundeskanzleramt), Viena;
- ca. 1718: diseño de la fachada del castillo en Jaroměřice nad Rokytnou;
- 1718-1725: Deutschordenskirche Heilig Kreuz (Priesterseminarkirche), Linz, Austria;
- 1719: Proyecto general para la reconstrucción del monasterio de Göttweig (Stift Göttweig) después del incendio; diseño de la cúpula de cebolla de la Pfarrkirche Furth bei Göttweig; la construcción se detuvo en 1738;
- 1720: Castillo Porrau (1720), Jagdschloss, heute Forsthaus;
- 1720-1744: reconstrucción de la Residencia de Wurzburgo  (junto con J. B. Neumann), Würzburg, Alemania;
- 1721-1723: Palacio Belvedere Superior (Horní Belveder), Viena;
- 1723-1730: Palacio Hofburg, Reichskanzleitrakt, Viena;
- 1726-1734: proyecto para la condesa Marie Eleonora de Harrach (1705-1757), nacida princesa de Liechtenstein, en su Castillo de Kunín cerca de Nový Jičín;
- 1727-1735: Palacio Harrach, Pabellón y Januariuskapelle, Viena;
- 1729: Schloss Hof, Schloßhof, Austria;
- 1730: Iglesia parroquial de Aspersdorf;
- 1730 y 1736: Reconstrucción del castillo en Odry (cerca de Kunín) de renacentista a barroco en 1730, la reconstrucción tuvo lugar entre .[2]
- propuesta parroquia en la finca Harrachov en Suchdol nad Odrou (alrededor de 1734)
- 1739-1741: Kapelle am Nikolaus-Dom in Tyrnau (Trnava, Slowakei);
- 1740-1741: Iglesia parroquial, Göllersdorf, Austria;
- 1743: Iglesia de la Fortaleza de Santa Ana, Slavonski Brod;
- 1750: Casa del Adler de Oro, Breslau, Polonia;[3]
- Palacio Mirabell en Salzburgo
- Reconstrucción del Hofburg en Viena (completado por J. B. Fischer de Erlach).
- Palacio de Weissenstein en Pommersfelden

## Galería de imágenes

Palacios en Viena
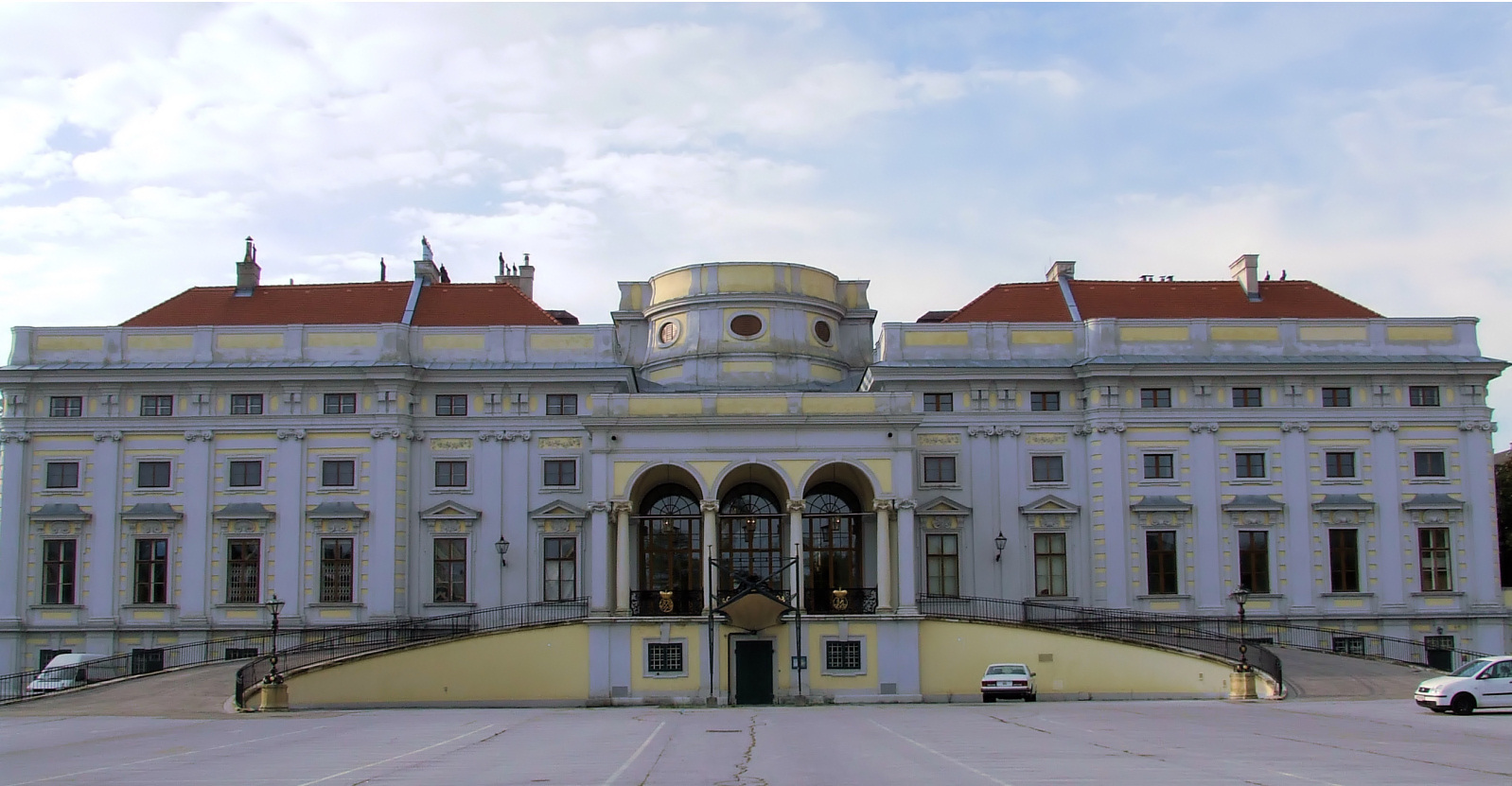
Palacio Schwarzenberg (1697-1723)
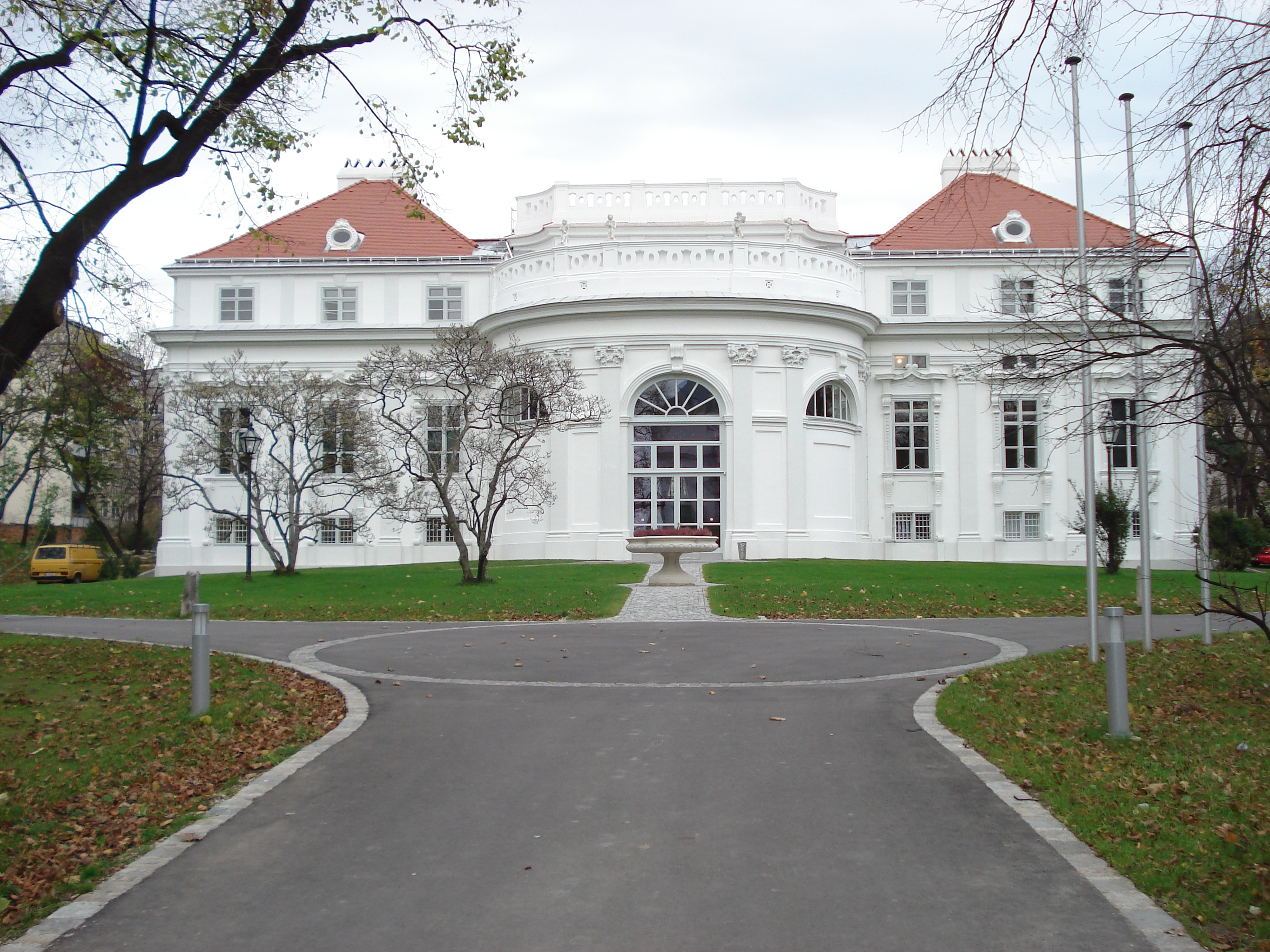
Palacio Schönburg-Rainergasse (1700-1706)
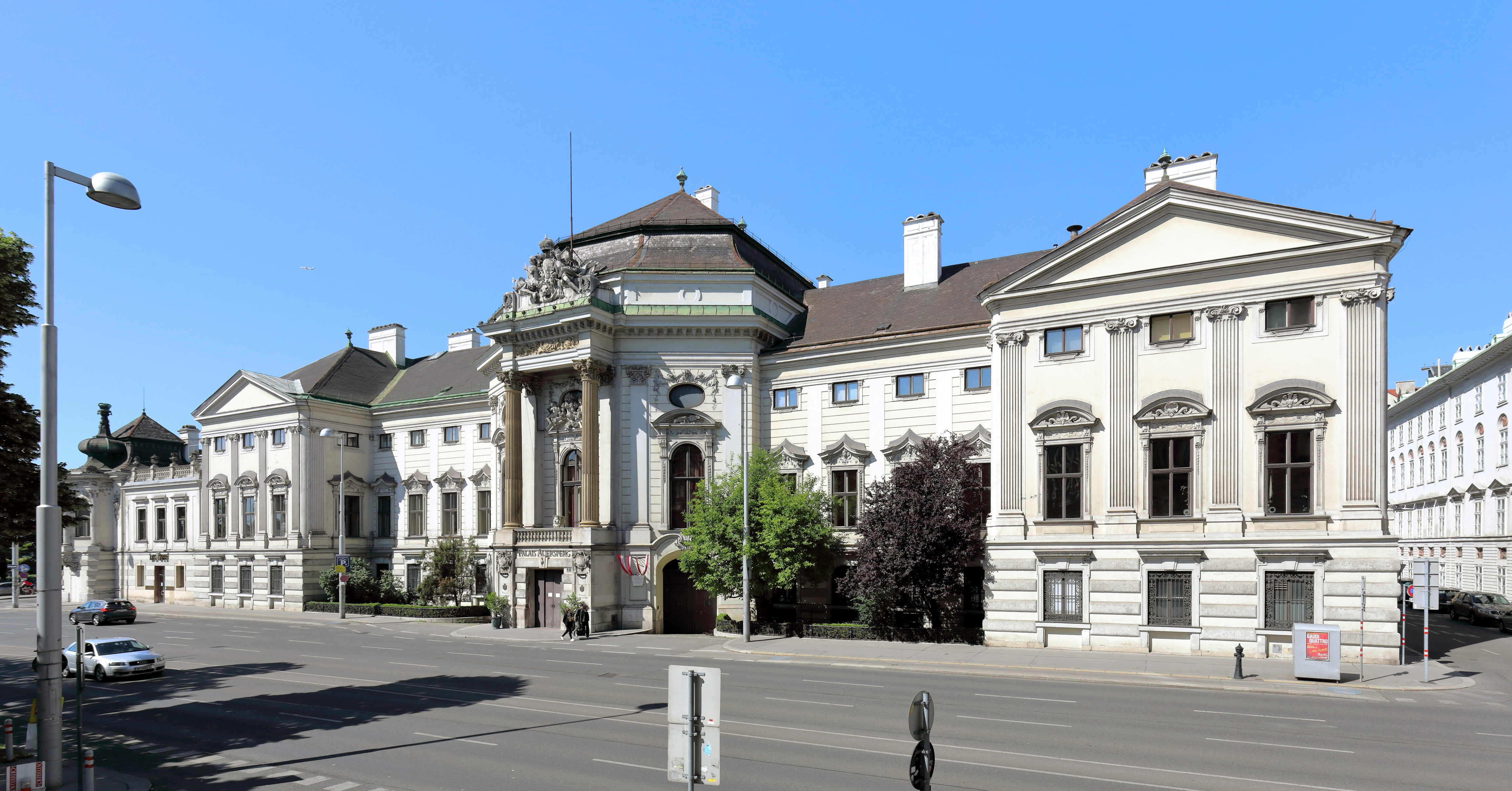
Palacio Auersperg (1706-1710)
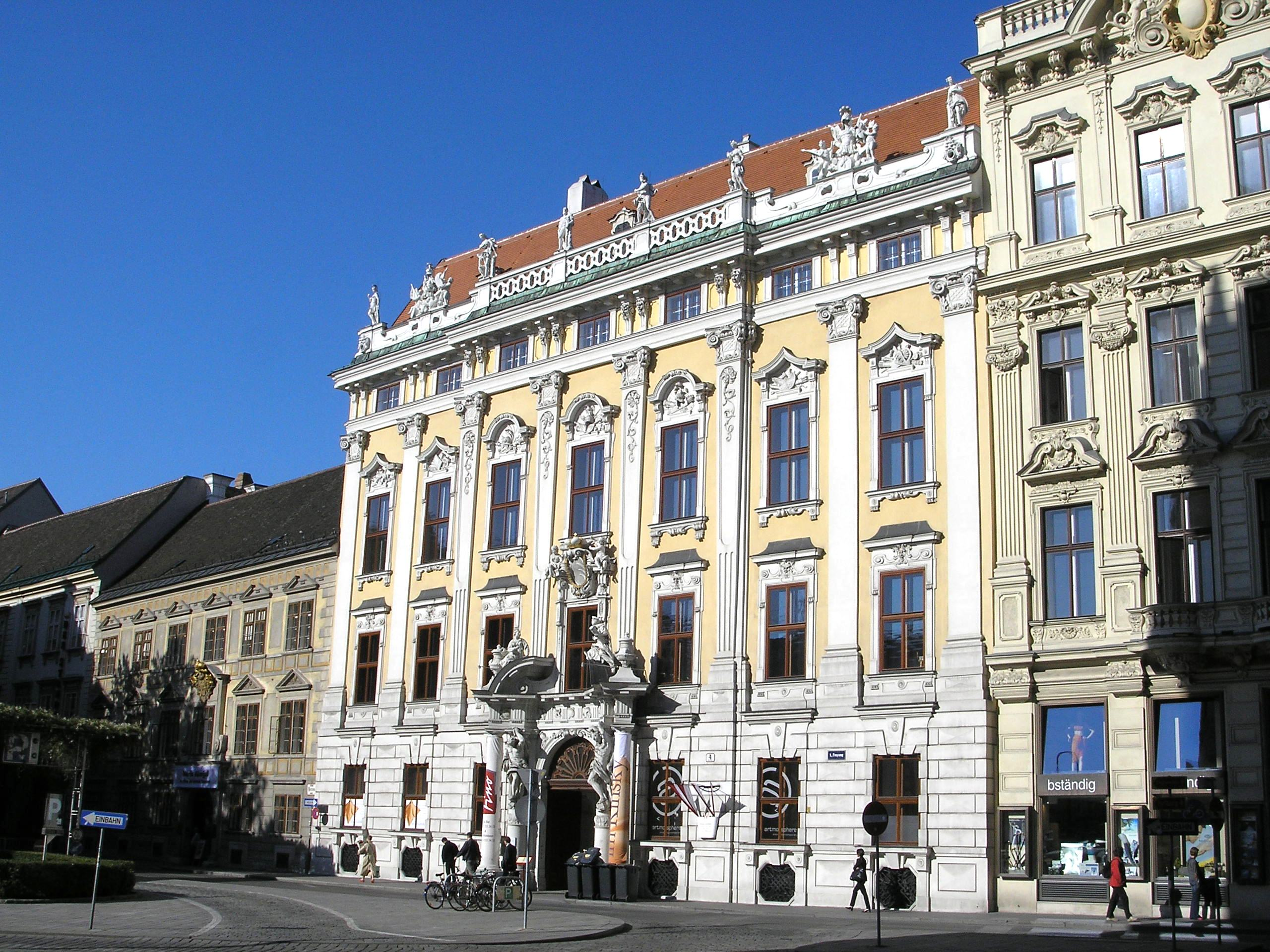
palacio Kinsky (1713-1716)
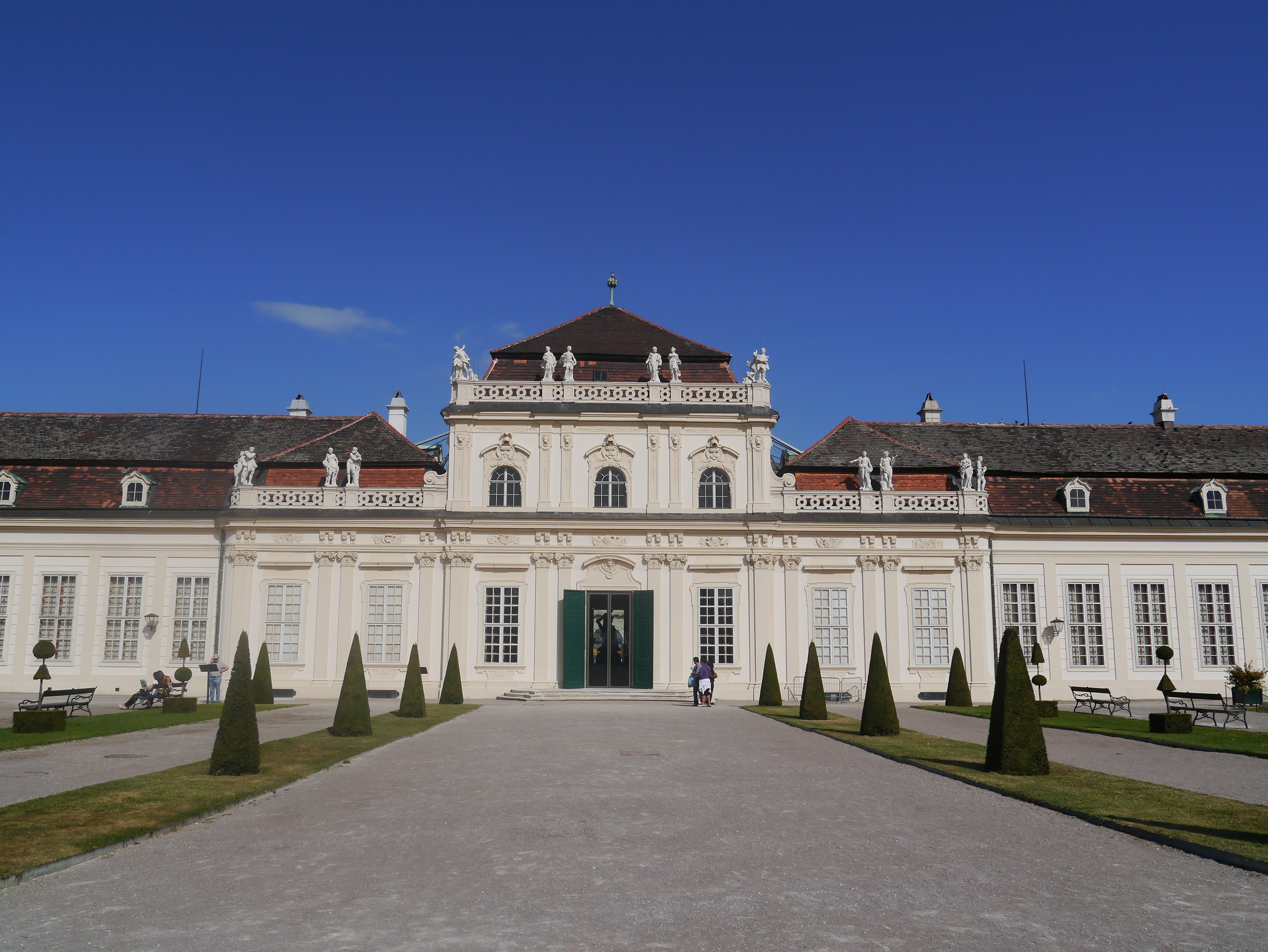
Palacio Belvedere Inferior  (1714-1716)
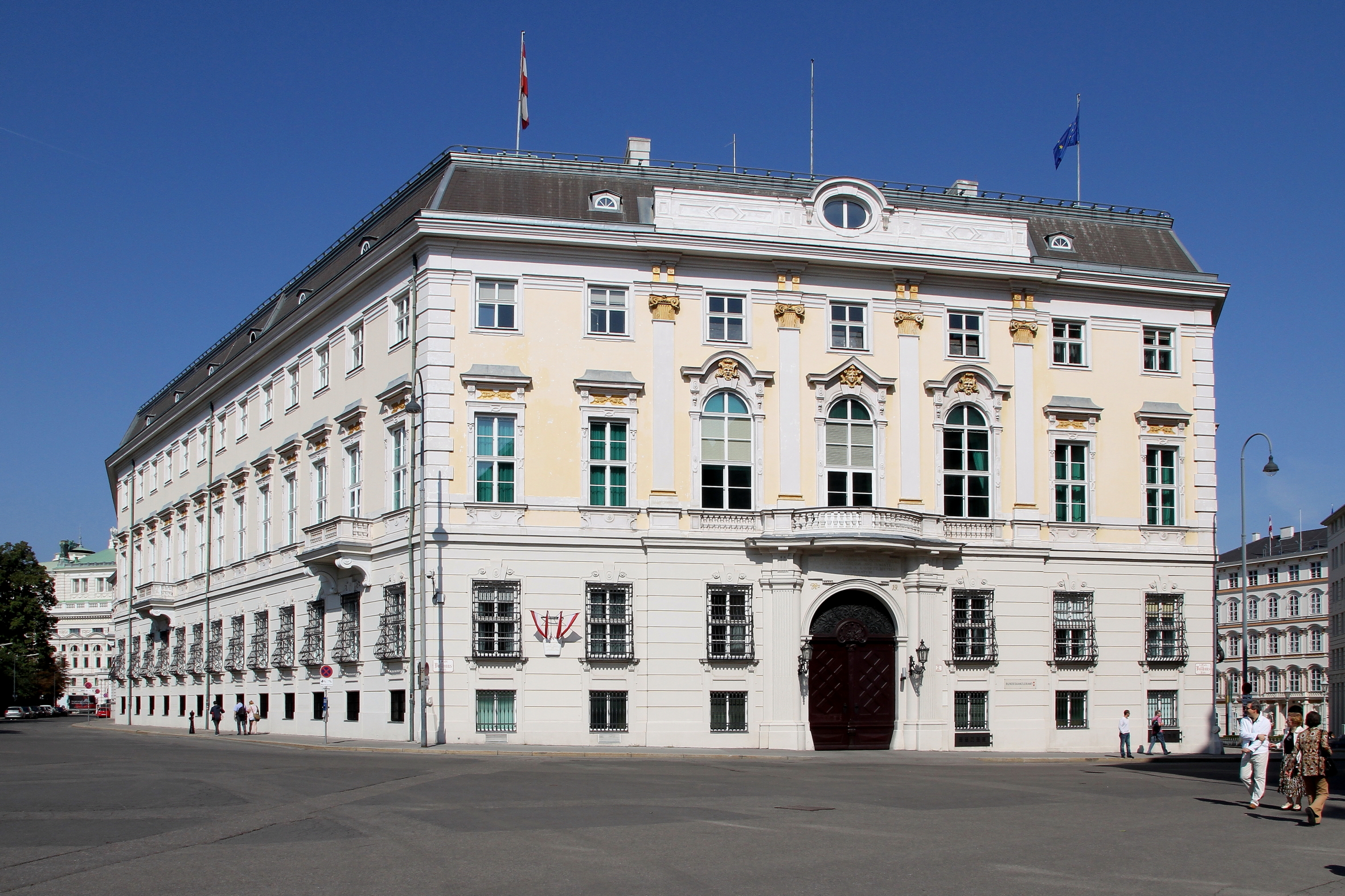
Bundeskanzleramt (sede actual de la Cancillería Federal (1717-1719)
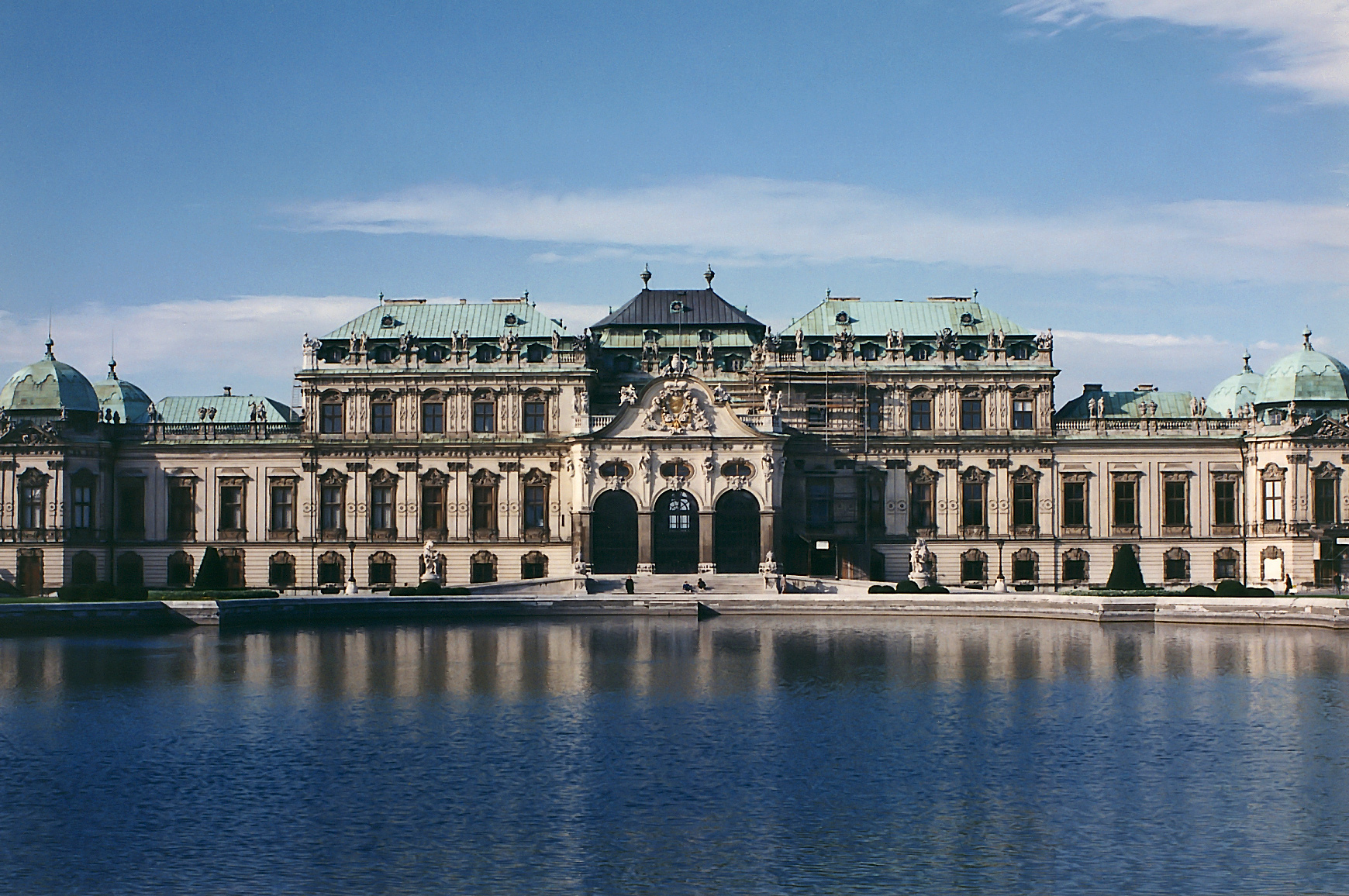
Fachada del Palacio Belvedere Superior (1721-1723)
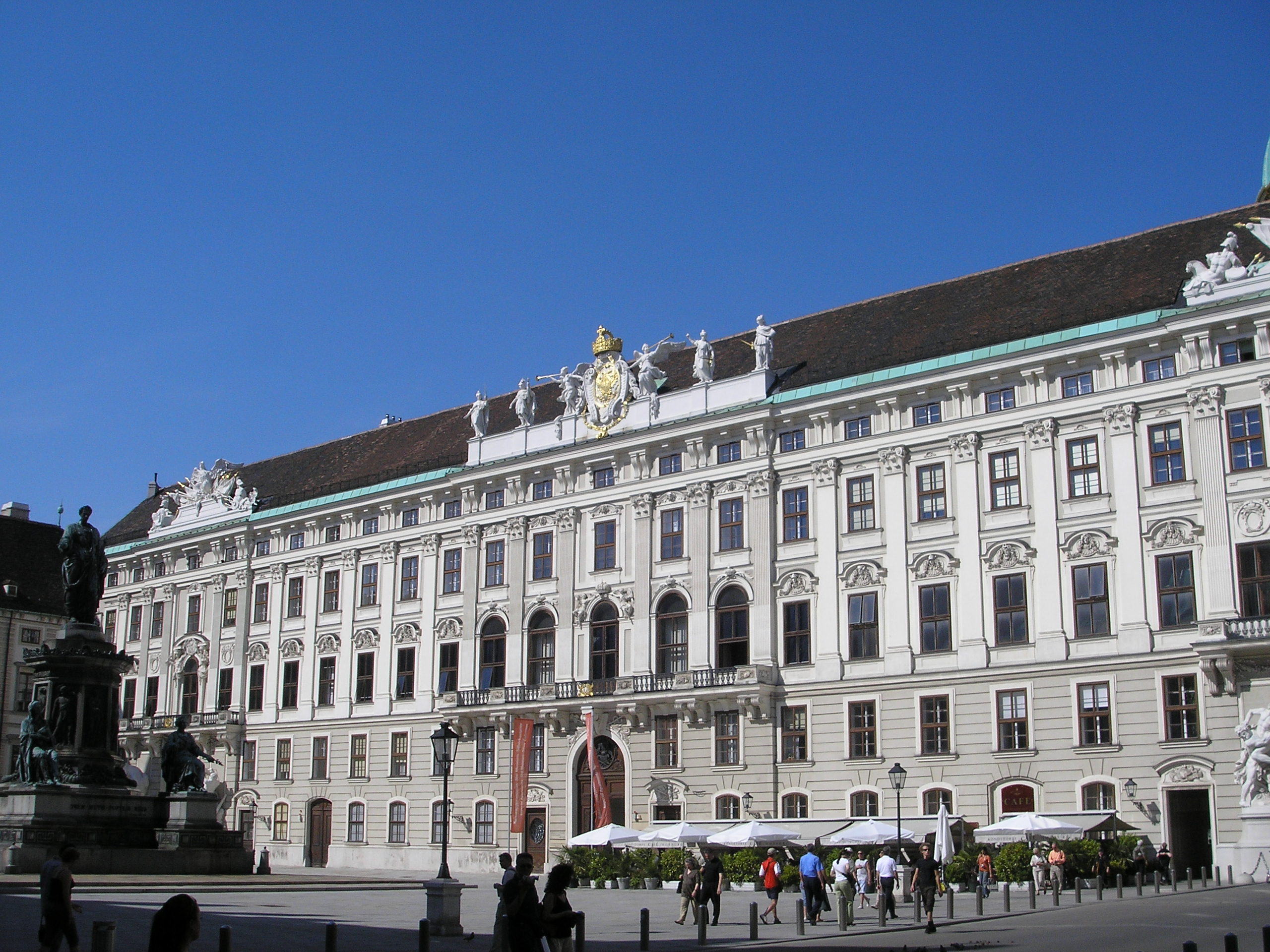
Palacio Hofburg, Reichskanzleitrakt (1723-1730)
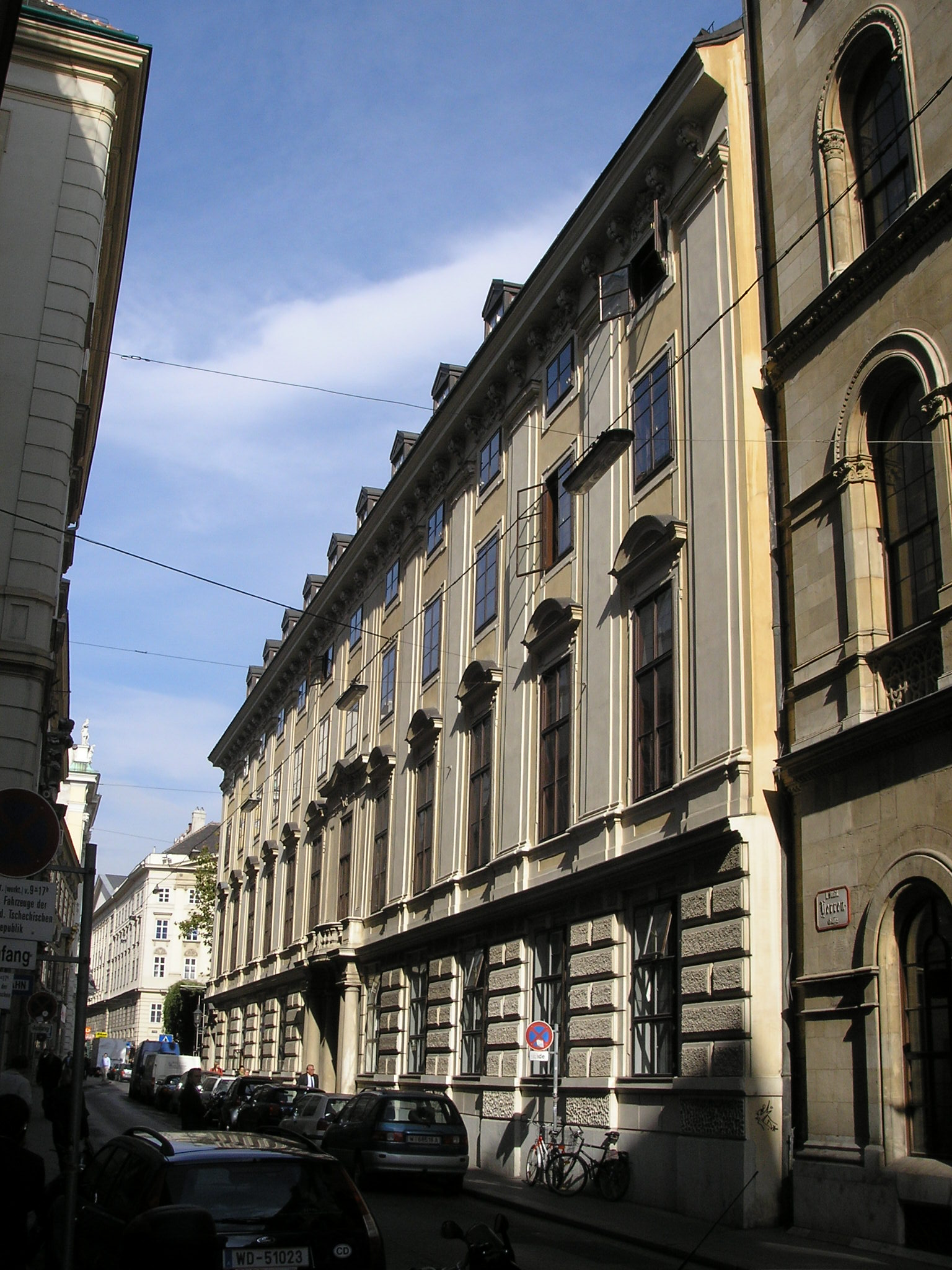
Palacio Harrach (1727-1735)
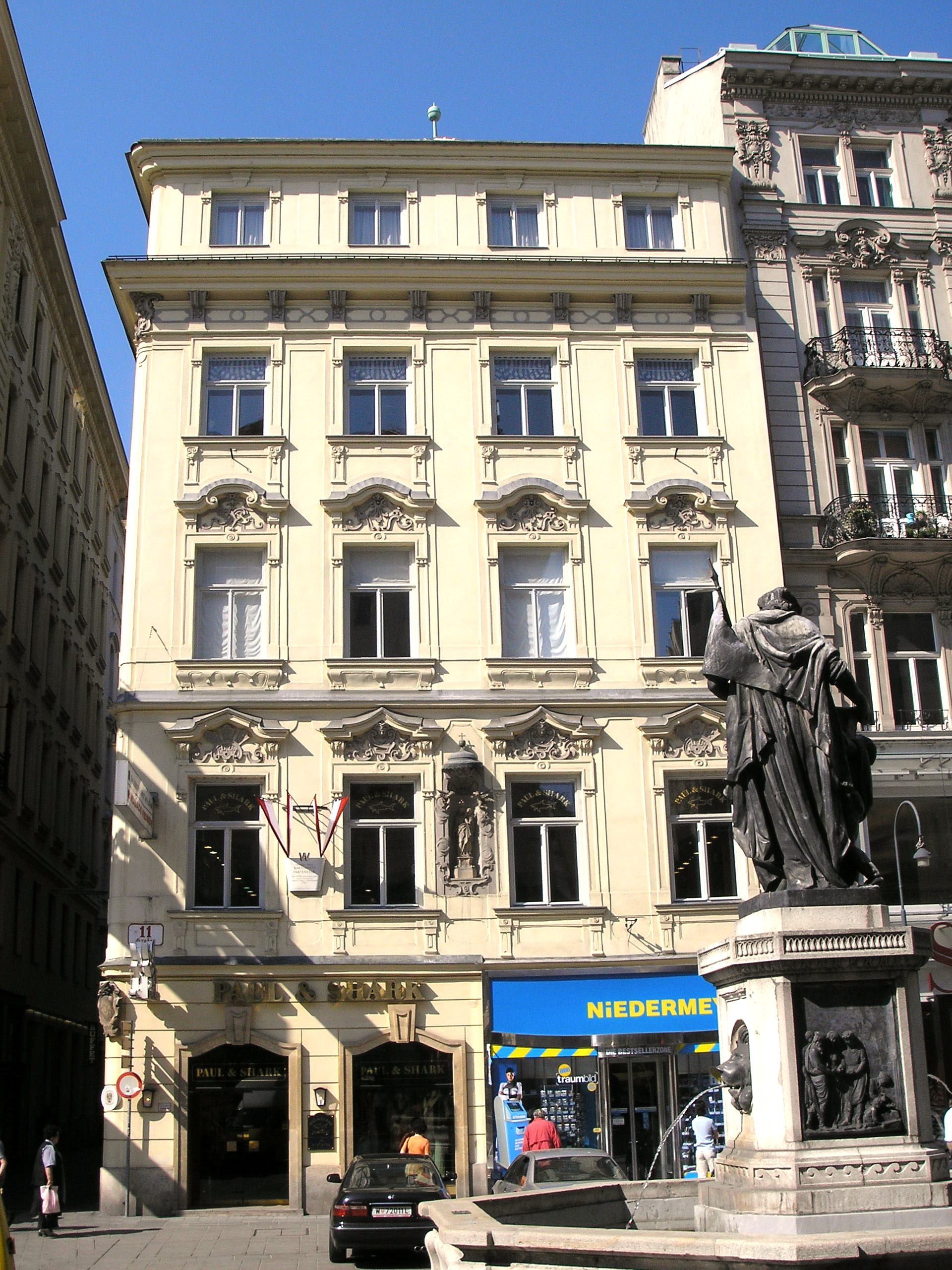
Palacio Bartolotti-Partenfeld

Iglesias
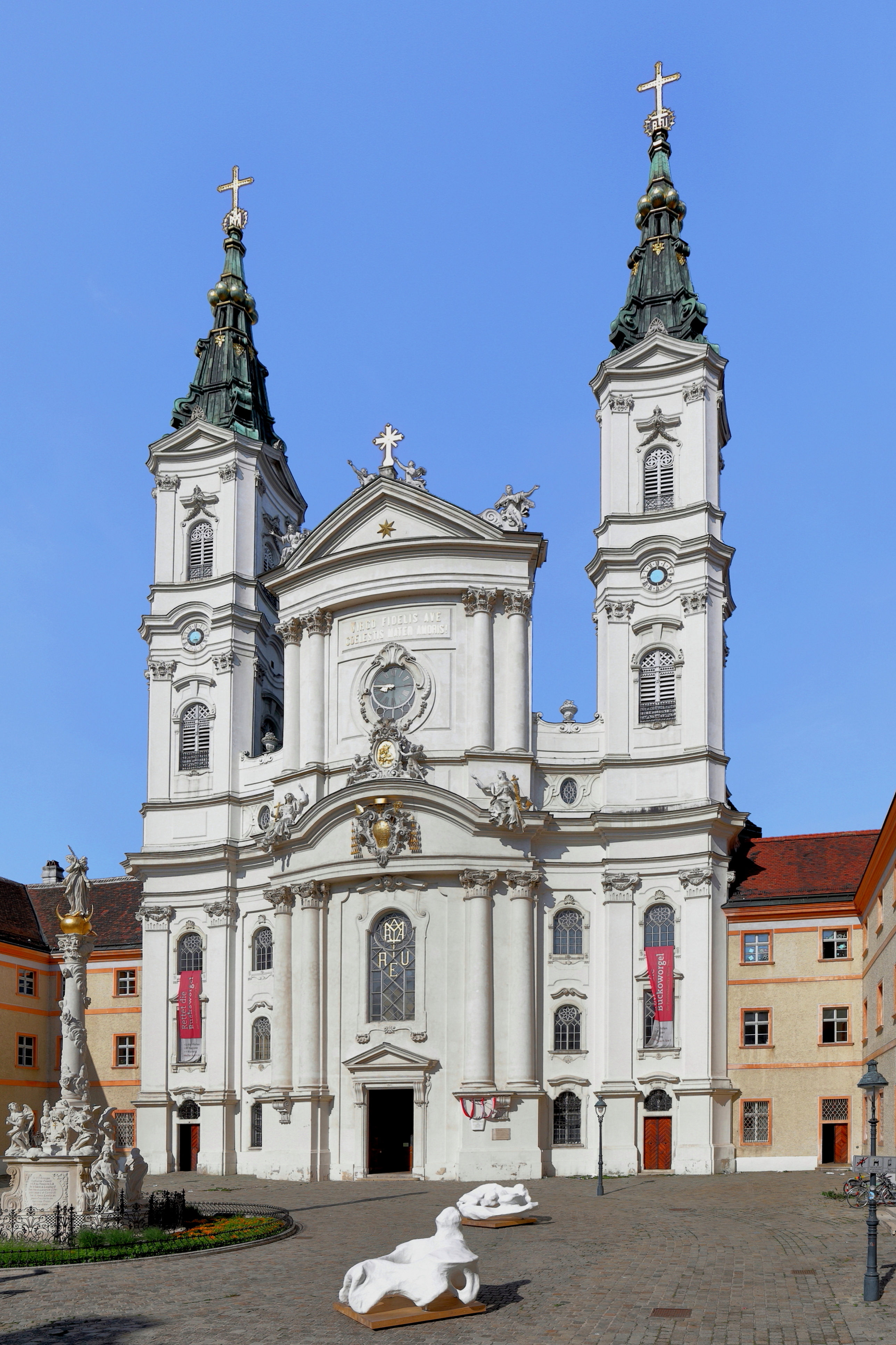
Iglesia Piarista (1699-1716)
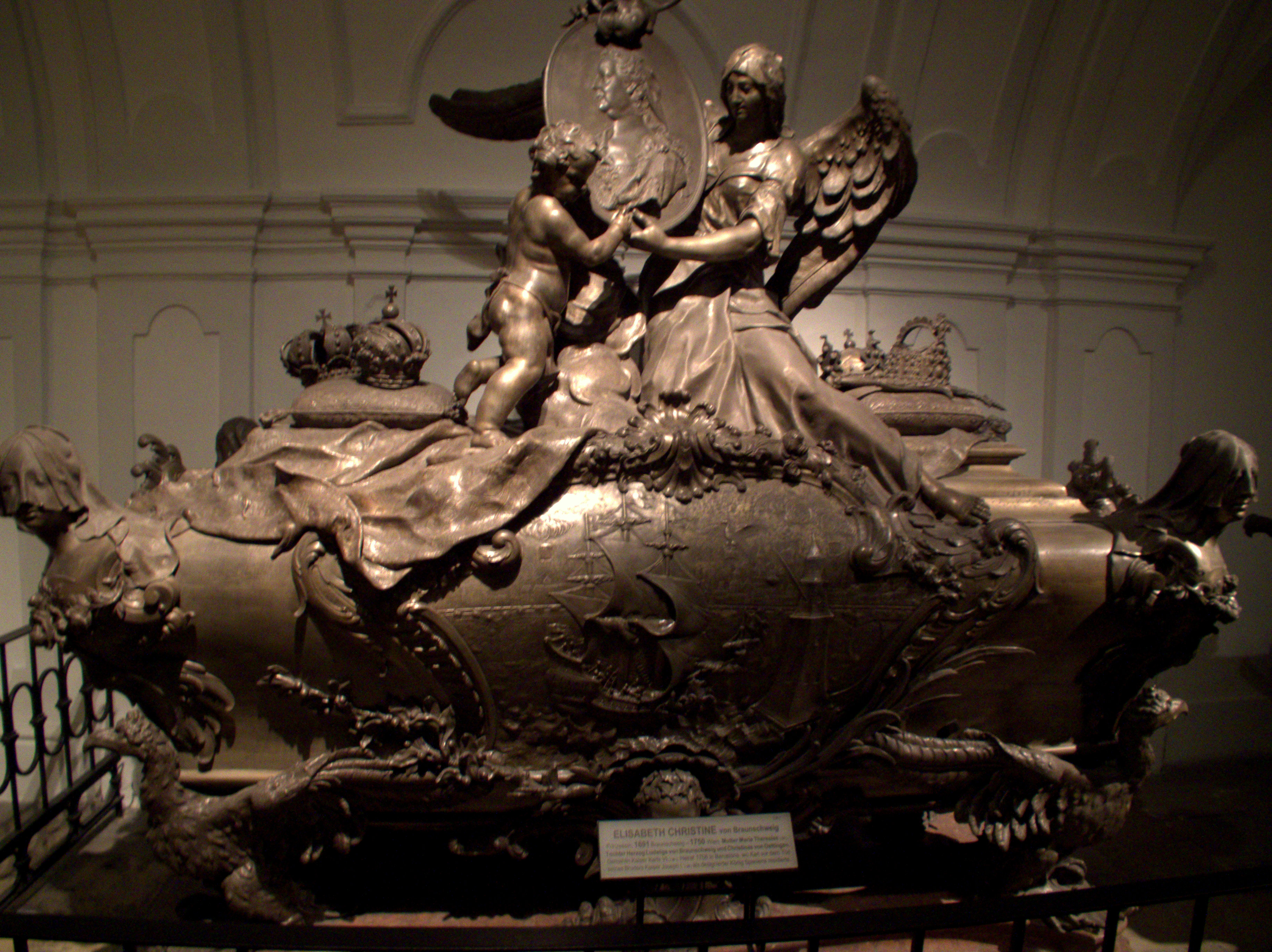
Cripta Imperial de Viena (1710-1720)
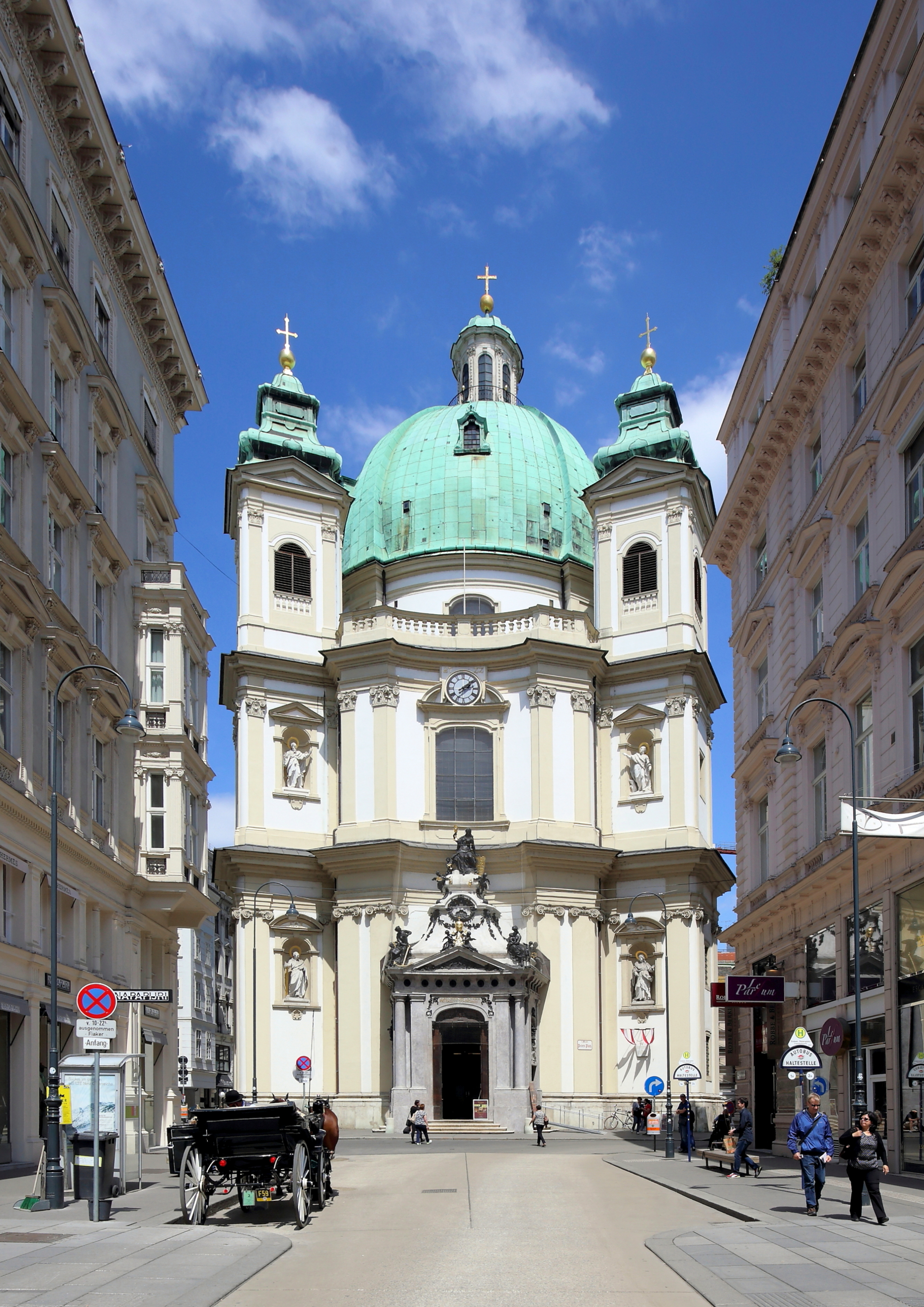
Iglesia de San Pedro (1702-1733)
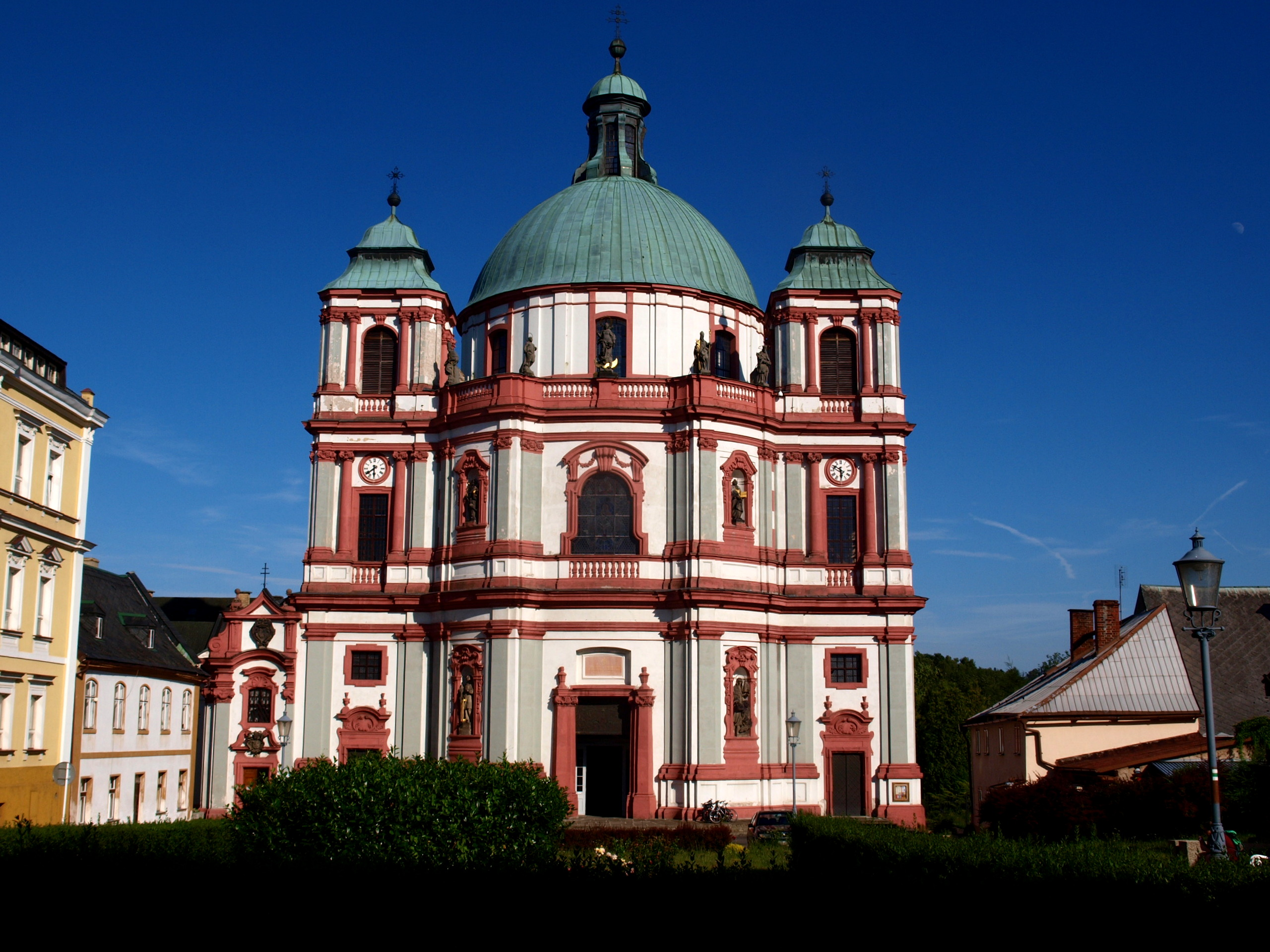
Bazilika svatého Vavřince a svaté Zdislavy (1699-1702)
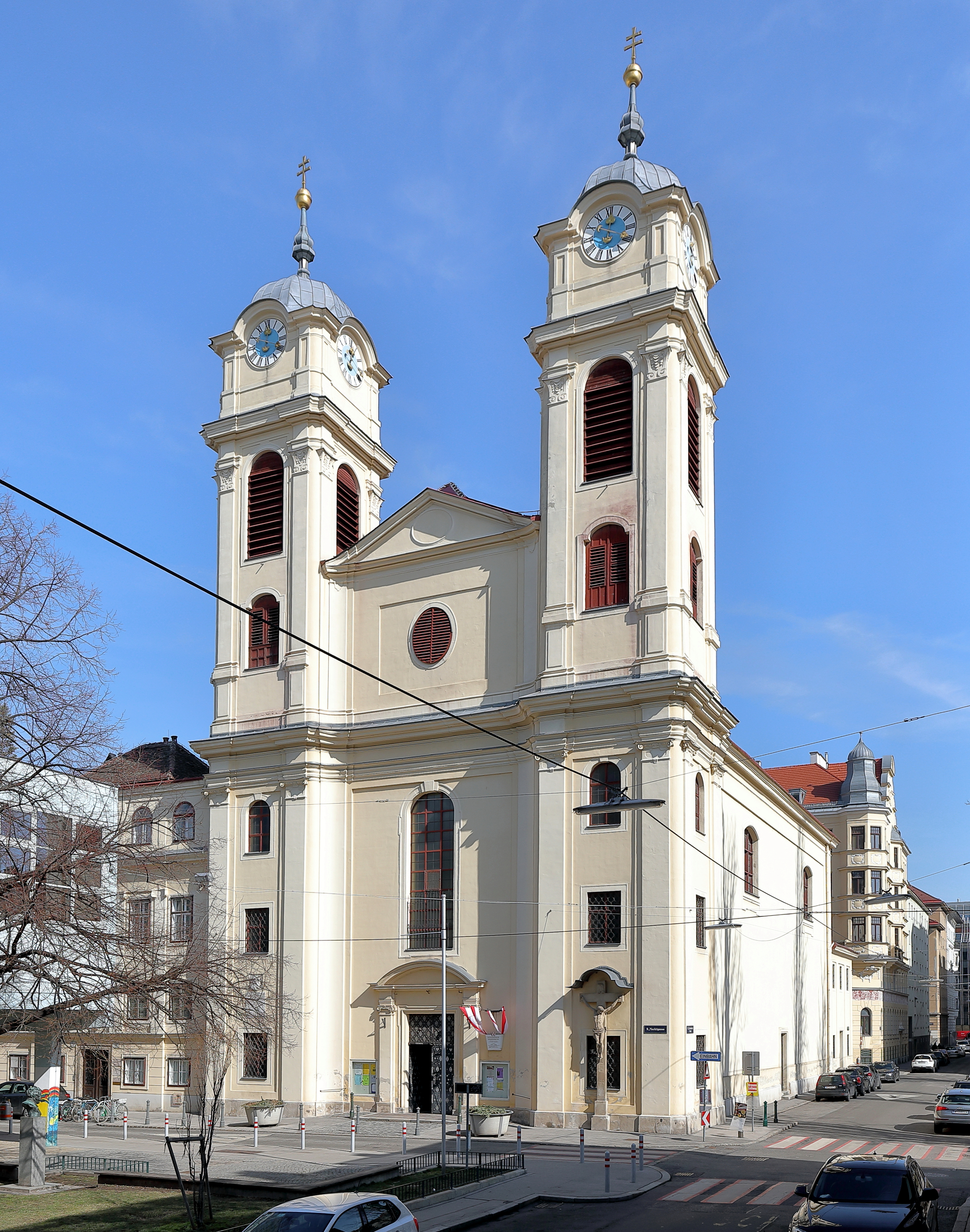
Iglesia parroquial Lichtental

Otras obras
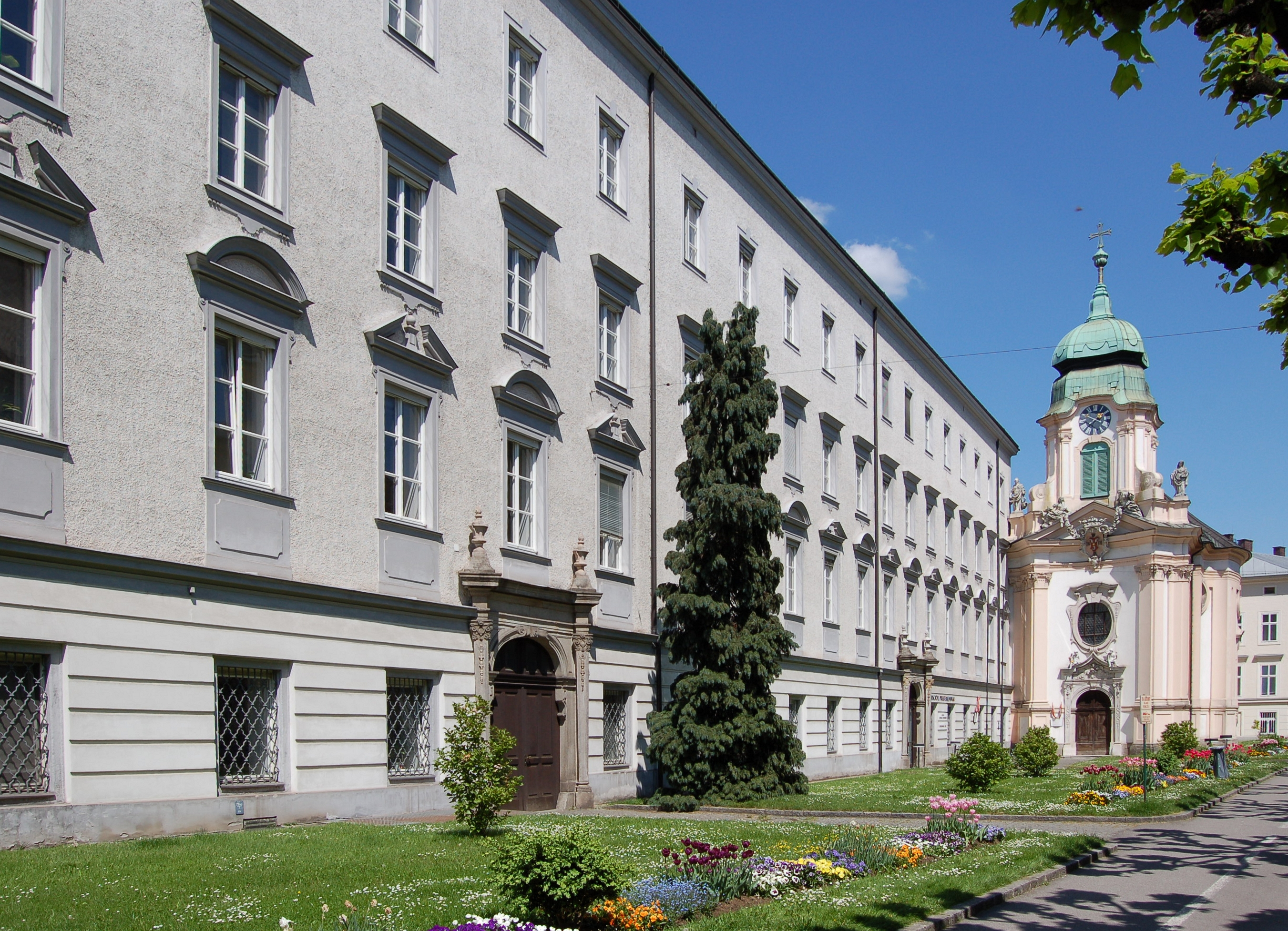
Priesterseminarkirch con Priesterseminar, Linz
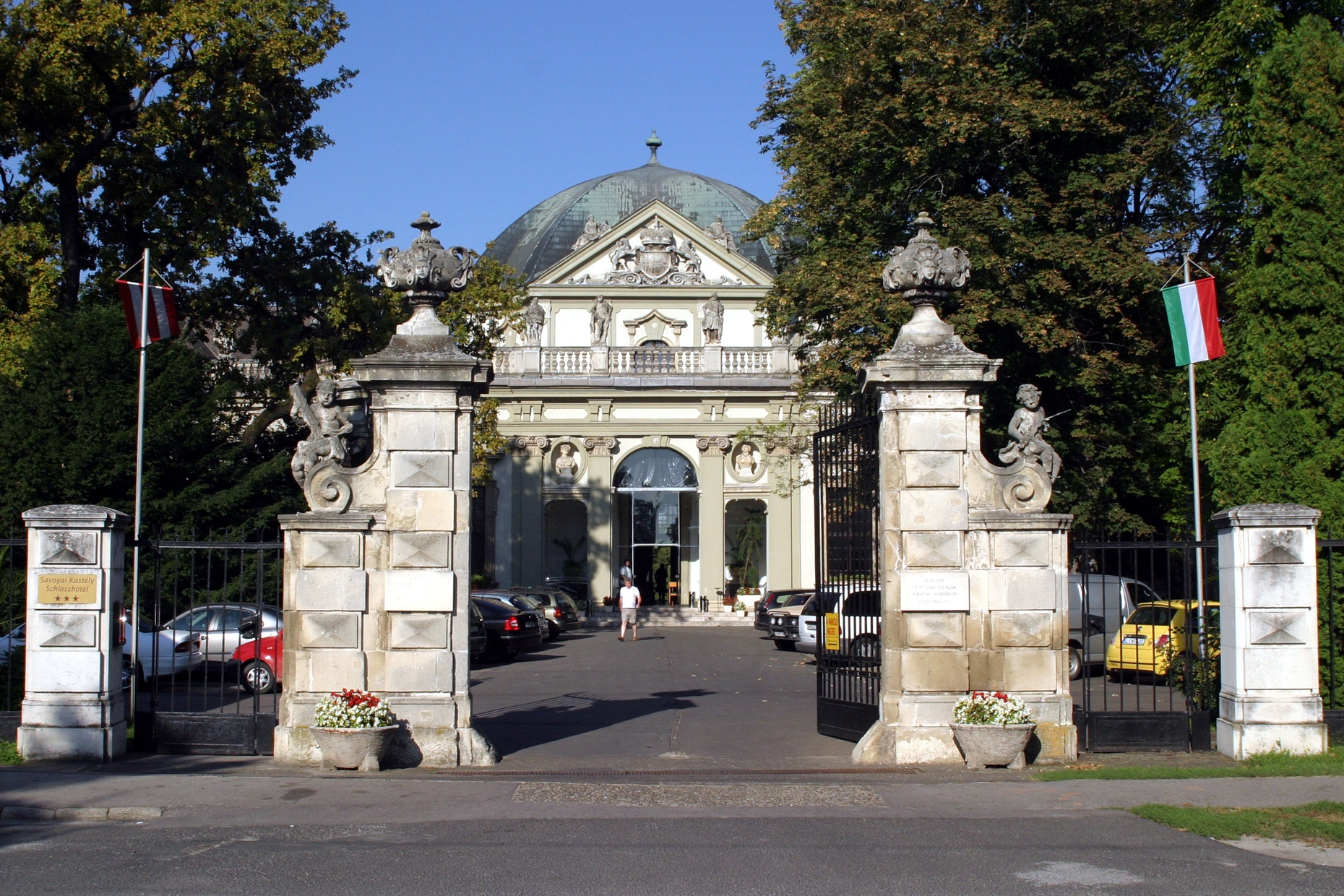
Castillo Savoy, Ráckeve, Hungría (1702-1722)
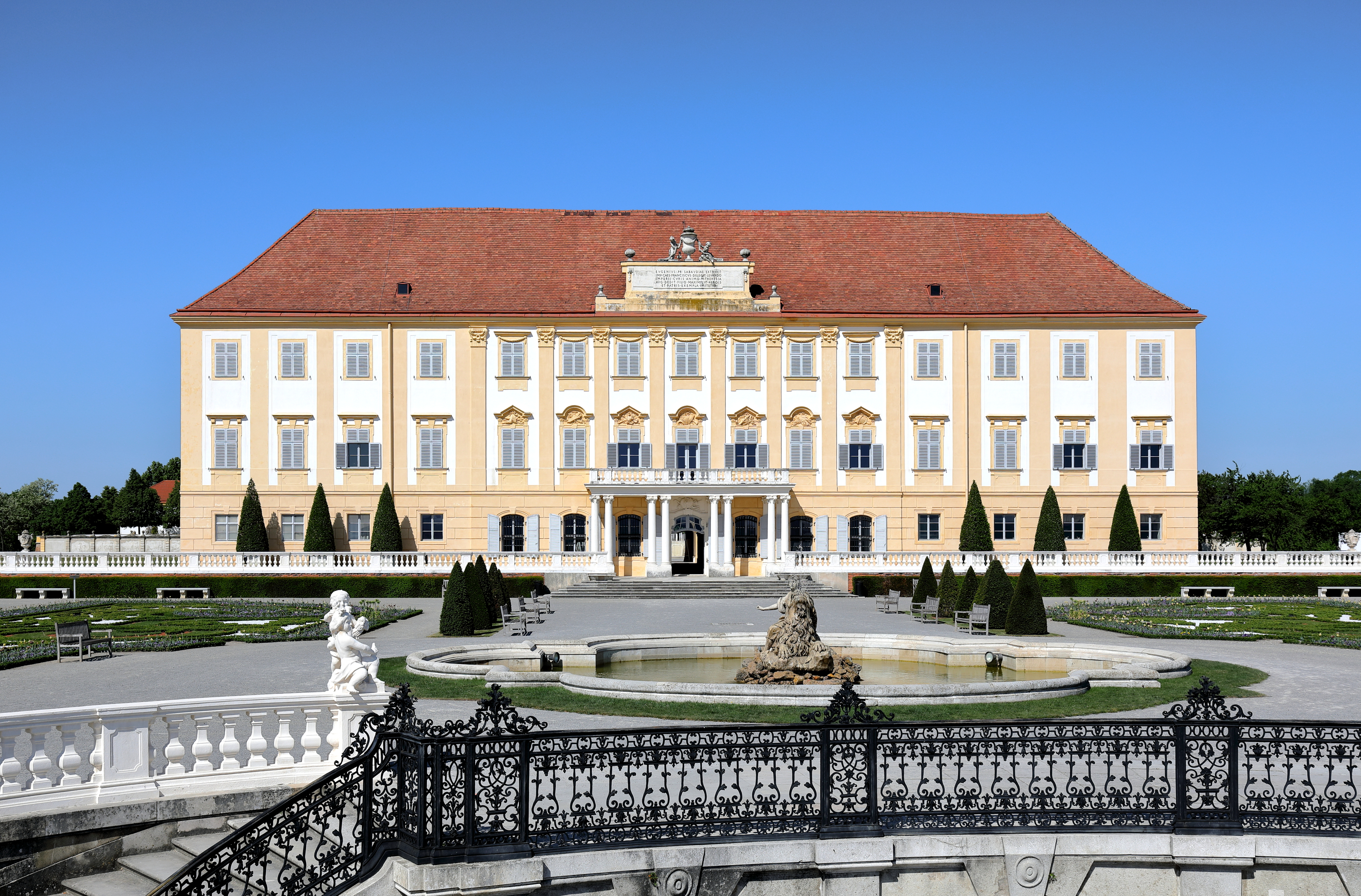
Schloss Hof, Schloßhoff (1729)
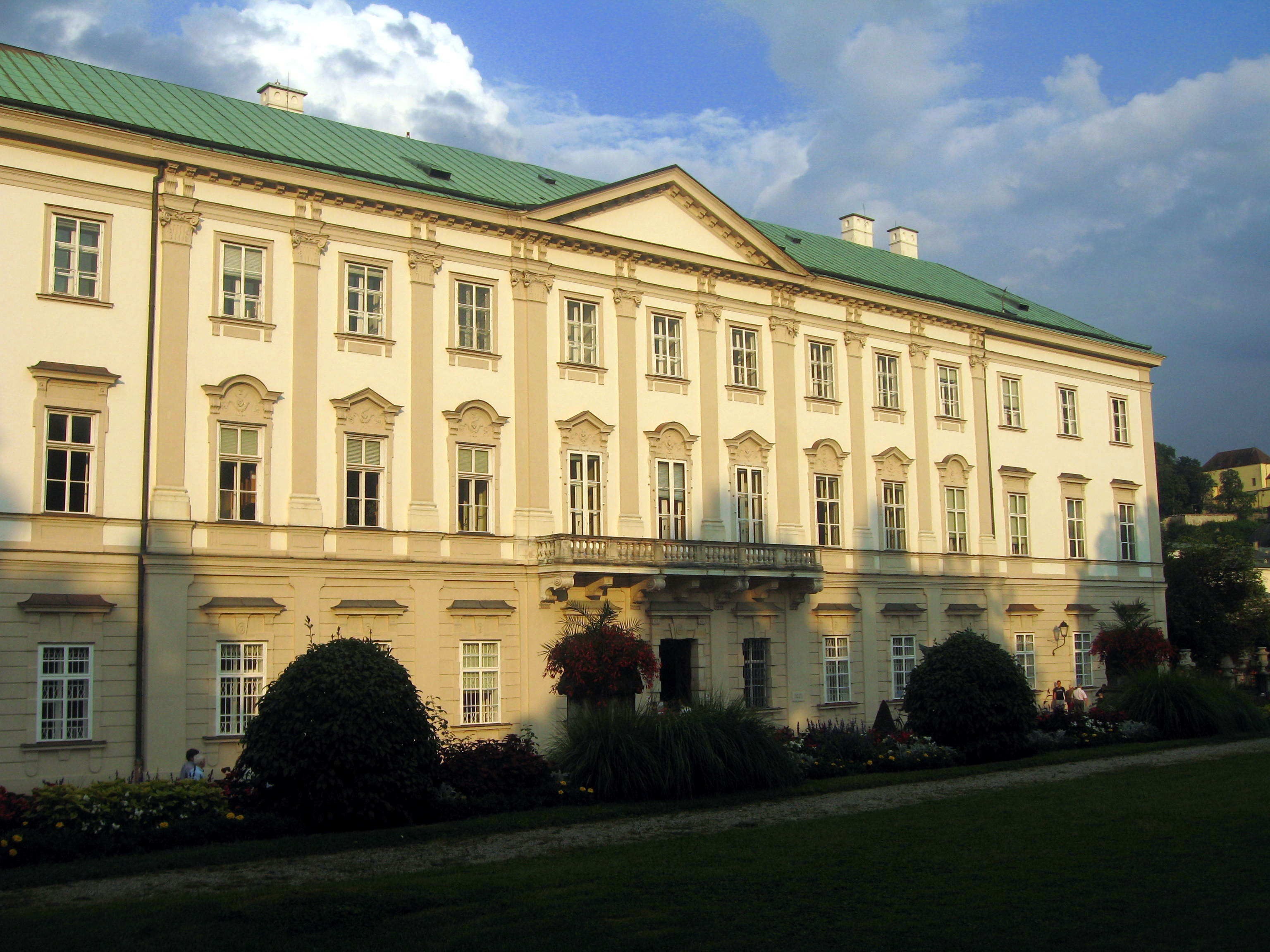
Palacio de Mirabell en Salzburgo
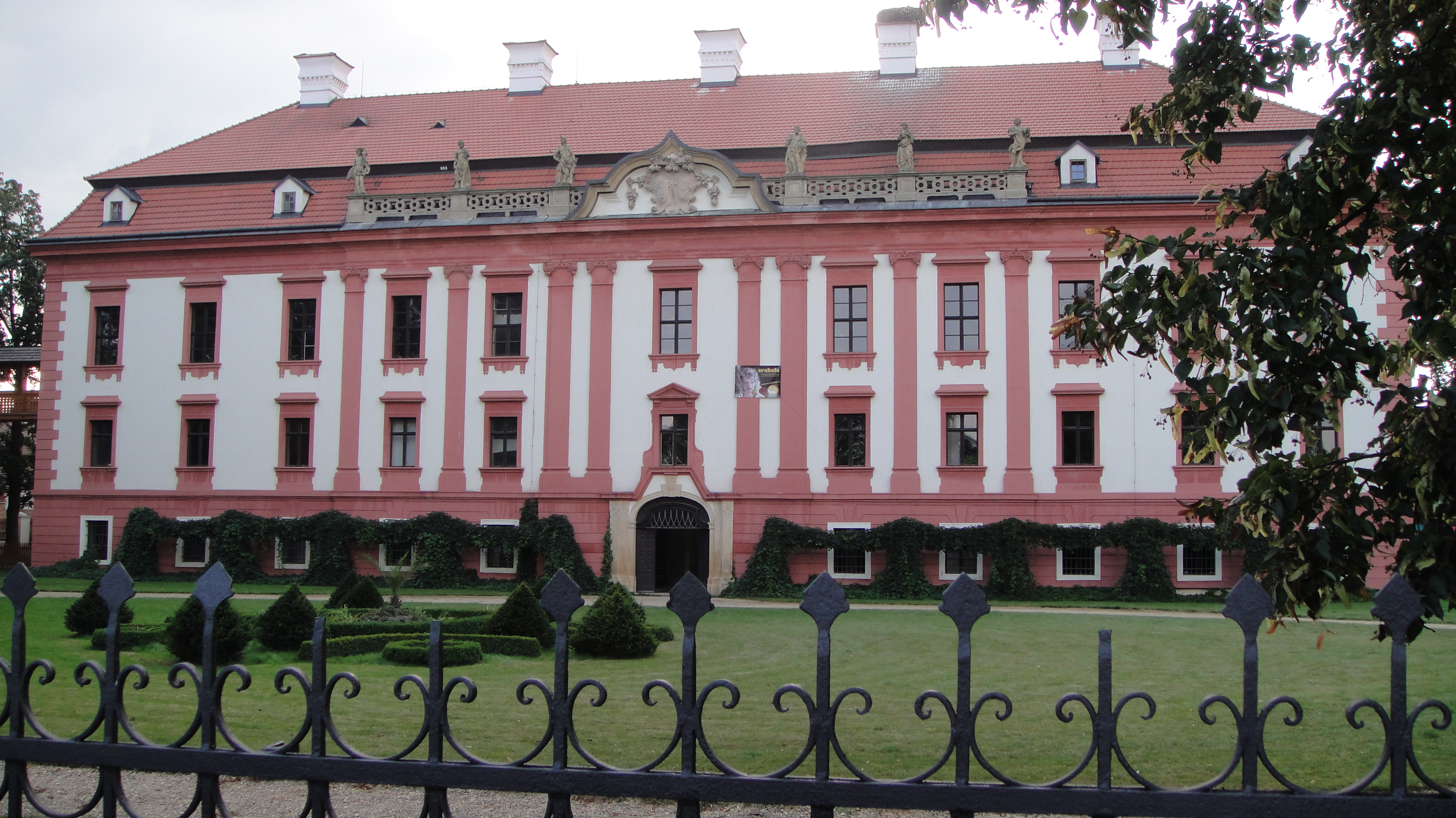
Zámek Kunín (1726-1734)
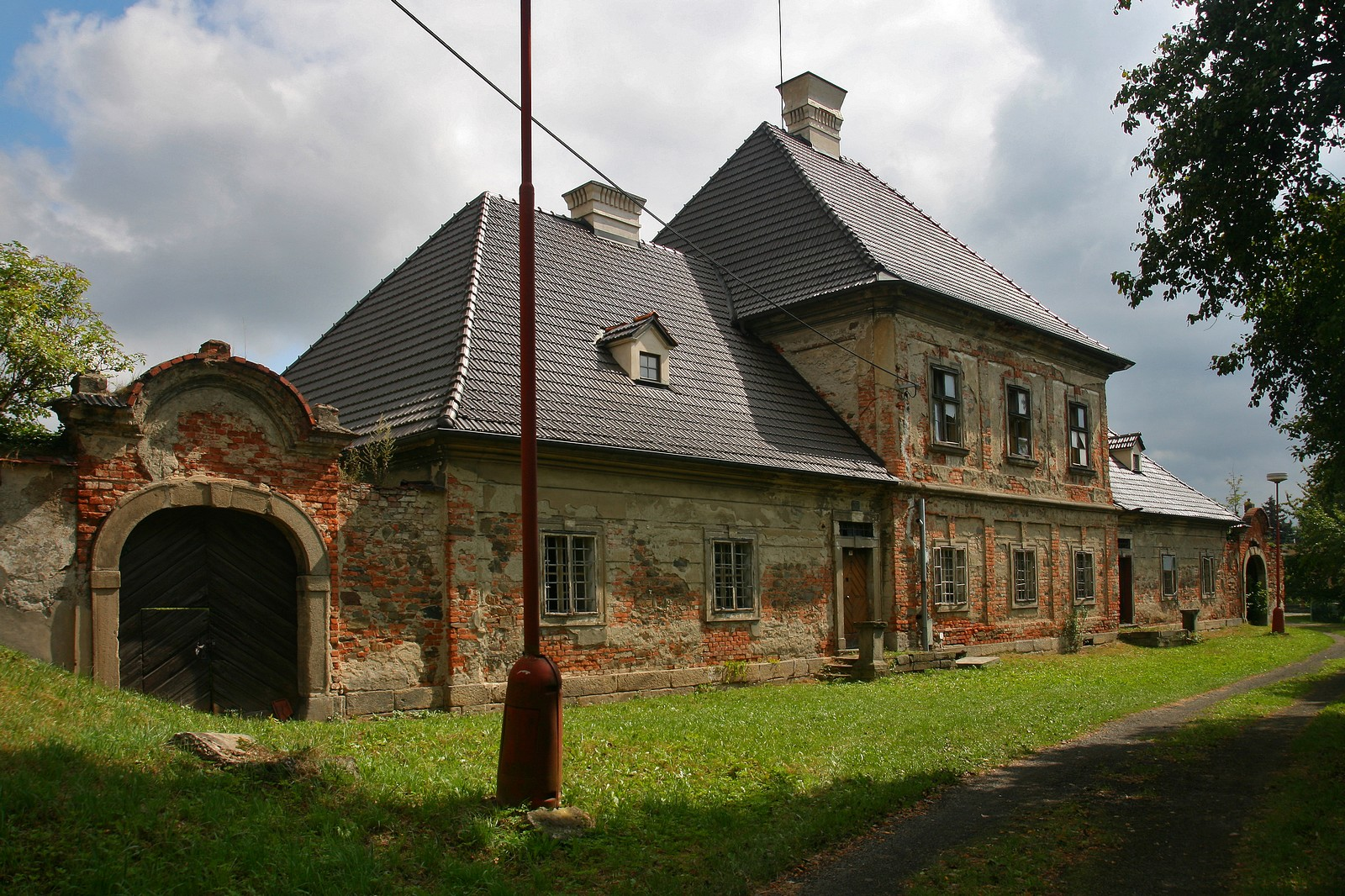
Fara v Suchdole nad Odrou (1730)